# Dendropanax stellatus
Dendropanax stellatus är en araliaväxtart som beskrevs av Hui Lin Li. Dendropanax stellatus ingår i släktet Dendropanax och familjen Araliaceae. Inga underarter finns listade.